# Los últimos días de Emmanuel Kant
Los últimos días de Emmanuel Kant contados por Ernesto Teodoro Amadeo Hoffmann es una obra de teatro de Alfonso Sastre, escrita en 1985 y estrenada en 1990.

## Argumento
La obra recoge el pensamiento del filósofo alemán Emmanuel Kant mediante la recreación de sus últimos días de vida, narrados como un cuento por el escritor de la misma nacionalidad Ernst Theodor Amadeus Hoffmann.

## Estreno
- Teatro María Guerrero, Madrid, 21 de febrero de 1990[1]
  - Dirección: Josefina Molina.
  - Escenografía: José Duarte.
  - Intérpretes: Balbino Lacosta, José Pedro Carrión, Lola Herrera, Fermí Reixach, Francisco Merino, Helio Pedregal, Alfonso Laguna.